# Condado de Słupca
Condado de Słupca (polaco: powiat słupecki) é um powiat (condado) da Polónia, na voivodia de Grande Polónia. A sede do condado é a cidade de Słupca. Estende-se por uma área de 837,91 km², com 58 862 habitantes, segundo os censos de 2005, com uma densidade 70,25 hab/km².

## Divisões admistrativas
O condado possui:
Comunas urbanas: Słupca
Comunas urbana-rurais: Zagórów
Comunas rurais: Lądek, Orchowo, Ostrowite, Powidz, Słupca, Strzałkowo
Cidades: Słupca, Zagórów

## Demografia
População (dados de 30 de Junho de 2005):
|          | Total   | Total | Mulheres | Mulheres | Homens  | Homens |
| -------- | ------- | ----- | -------- | -------- | ------- | ------ |
|          | pessoas | %     | pessoas  | %        | pessoas | %      |
| Total    | 58 862  | 100   | 29 617   | 50,3     | 29 245  | 49,7   |
| Cidades  | 17 337  | 100   | 8950     | 51,6     | 8387    | 48,4   |
| Povoados | 41 525  | 100   | 20 667   | 49,8     | 20 858  | 50,2   |